# Fabriky
Fabriky jsou bývalá osada obce Ústí v okrese Jihlava, která splynula se zástavbou Ústí.

## Historie
První písemná zmínka o osadě pochází z roku 1272. Vystavěna byla u Jezera, což byl hutní rybník. Za vznikem osady stálo, stejně jako u většiny okolních sídel, hornictví na území mezi Jihlavou a Ústím nad Lužnicí (Sezimovo Ústí). Vlivem hornictví na vznik sídel na tomto území se zabýval historik prof. dr. J. Kratochvíl ve sborníku Zálesí. Právě on přišel s domněnkou, že osada byla založena pro potřeby horníků. Ve 13. století zde stálo 16 domků a dále hutě a šmelcovny, které upravovaly rudu vytěženou v dolech u rybníka Tuksa, Orlové a Dudína. Do současnosti se po nich dochovaly vrstvy strusky a další zbytky. Při budování sklepa u jednoho z domů, který zde dnes stojí, se našla pec s dřevěným uhlím, struskou a zbytky hornických klínů, kladívek, tyglíků a kahanců. Na základě nařízeného číslování víme, že v roce 1770 v osadě stálo 6 domů. Postupným rozšiřováním zástavby obce Ústí došlo ke splynutí obou sídel a osada jako samostatné sídlo zanikla.

## Galerie

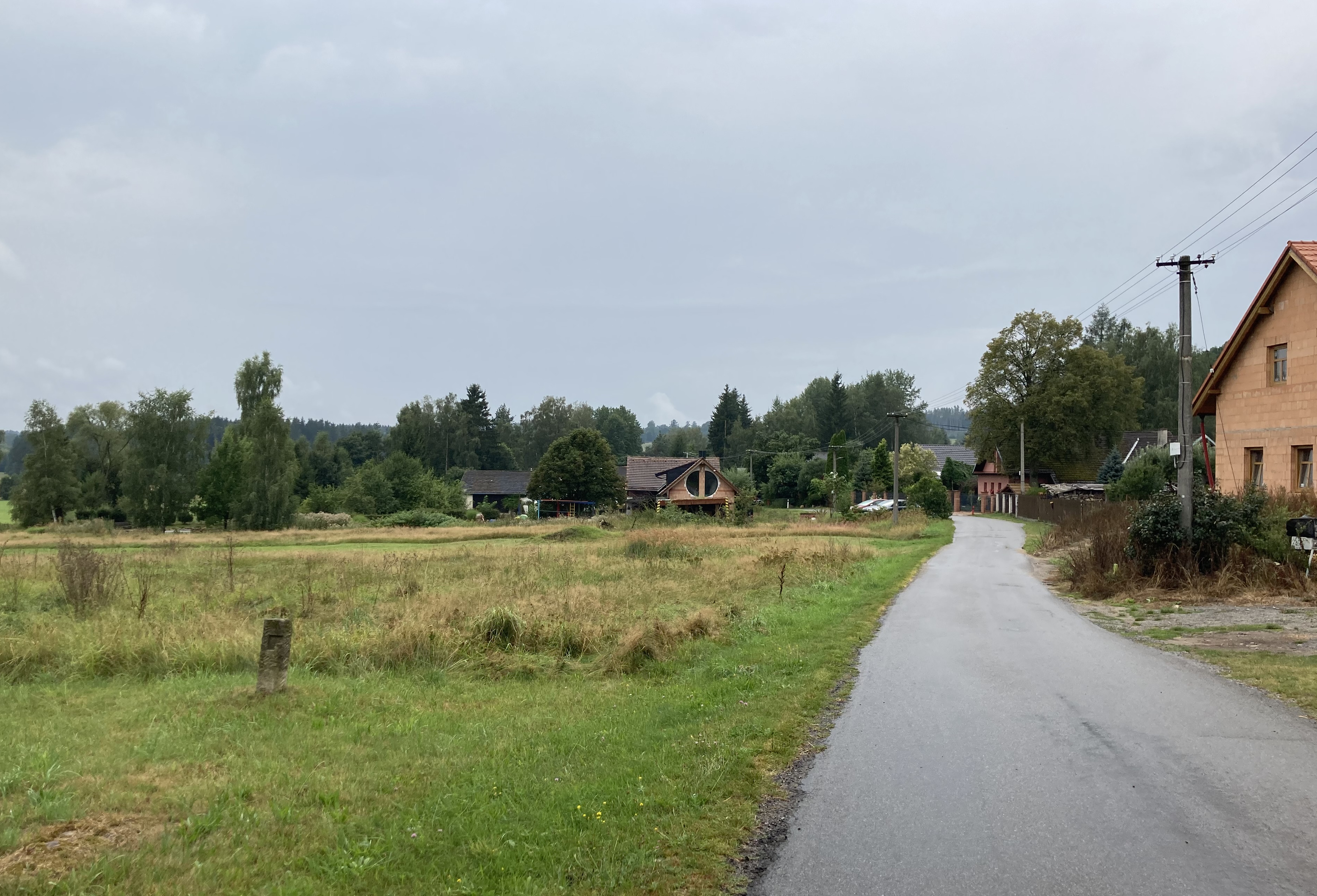
Pohled na střed osady
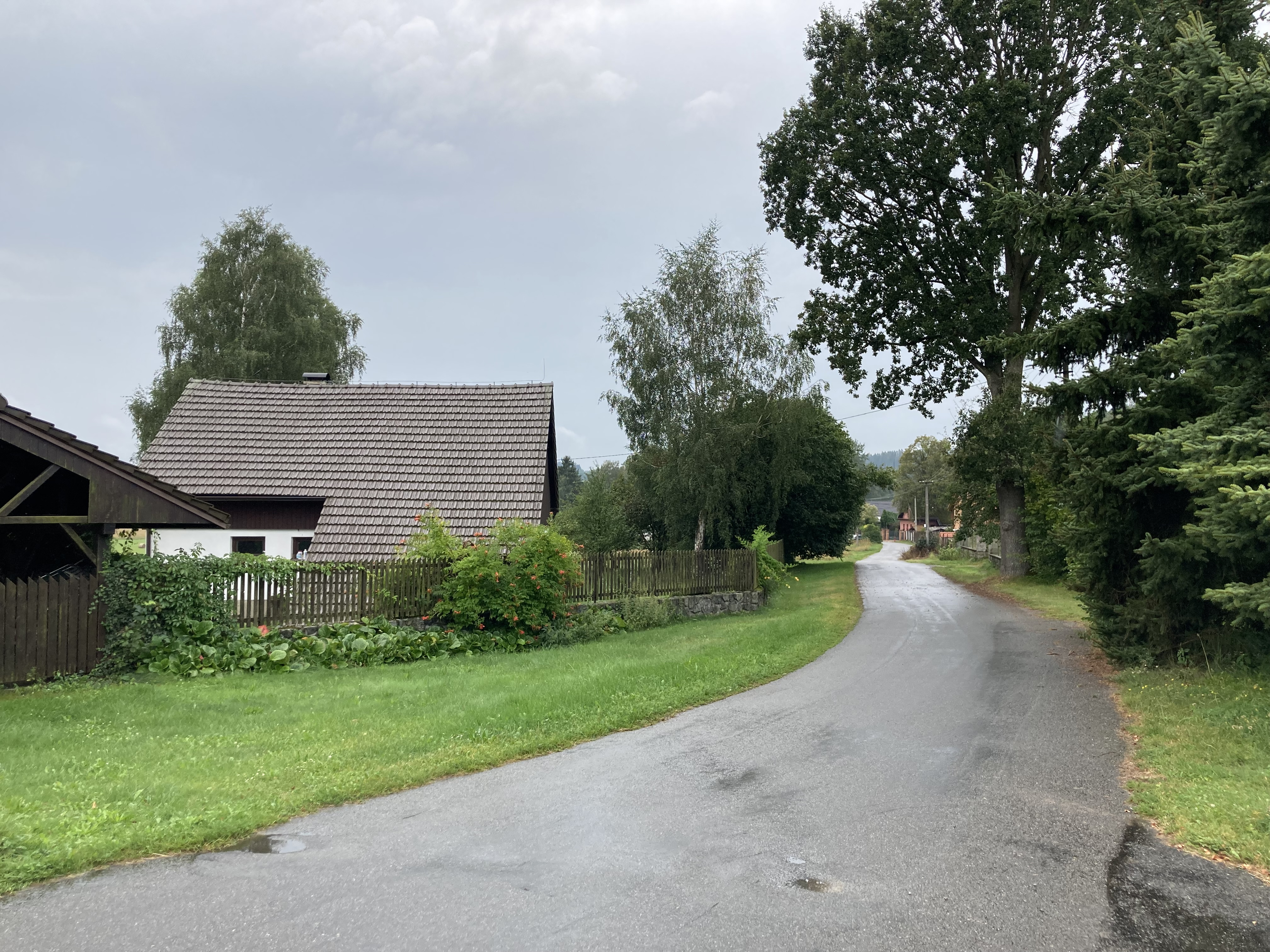
Čp. 62